# アロイス・ブランドフォーファー
アロイス・ブラントホーファー（Alois Brandhofer）は、オーストリアのクラリネット奏者。

## 経歴
元ウィーン・フィルハーモニー管弦楽団首席奏者のルドルフ・イェッテルに師事する。ウィーン交響楽団の首席クラリネット奏者（1972年 - 1986年）を経て、ベルリン・フィルハーモニー管弦楽団の首席クラリネット奏者（1986年 - 1992年）を務めた。退団後はザルツブルク・モーツァルテウム大学の教授となる。